# Dumitriţa Turner
Dumitriţa Turner (Onești, 12 febbraio 1964) è un'ex ginnasta rumena.

## Palmarès

### Olimpiadi
- 1 medaglia:
  - 1 argento (Mosca 1980 a squadre)

### Mondiali
- 2 medaglie:
  - 2 ori (Fort Worth 1979 a squadre; Fort Worth 1979 nel volteggio)